# Expeditie van de British Ornithologist's Union naar Nederlands Nieuw-Guinea
De Expeditie van de British Ornithologist's Union naar Nederlands Nieuw-Guinea van 1909-1911 was een expeditie om onbekende vogels te verzamelen, maar ook en vooral om het Carstenszgebergte te beklimmen.

## Doel van de expeditie
De geplande kleinschalige expeditie, die van vele instanties en particulieren sponsorgelden trachtte te verkrijgen, zou worden uitgerust ter gelegenheid van het honderdjarig jubileum van de British Ornithologists' Union. Maar ze veranderde drastisch van doelstelling toen de Britse Royal Geographical Society in Londen deze reis met een zeer ruime som wilde ondersteunen. Met een belangrijke voorwaarde: dat de expeditieleden zich niet zouden beperken tot het observeren en vangen van plaatselijke vogels, maar dat er een gedetailleerde topografische kaart zou worden gemaakt van het wijde gebied in de omtrek van het Charles-Louisgebergte waar de expeditie naartoe wilde. Het kwam er uiteindelijk op neer dat men de hoge pieken van het Carstenszgebergte wilde gaan bedwingen. Drie deelnemers waren dan ook ervaren ontdekkingsreizigers in koude streken of bergbeklimmers, maar geen vogelkundigen. 

## Reactie van Nederland
Nederland was op zijn hoede en bovendien zeer achterdochtig. Wat hadden onderzoekers uit een land met zoveel koloniën, en met nota bene een eigen deel van Nieuw-Guinea in het bezit, te zoeken in Nederlands Nieuw-Guinea? Zaten er geen onontdekte vogels genoeg in hun eigen deel? En waarom die kartering van het gebied? Nederland was immers al zelf volop bezig geweest en nog bezig met de exploratie en het in kaart brengen van Nieuw-Guinea. In 1903 had Australië (toen een zelfregerend deel van het Britse Rijk) een poging gedaan het Nederlandse deel van Nieuw-Guinea te kopen. De Nederlandse overheid zat helemaal niet te wachten op een Engelse ontdekkingstocht op Nederlands grondgebied, maar kon en wilde het gezelschap onderzoekers niet botweg de toegang weigeren.
Eerst werd bedongen dat de Engelsen hun vertrek uitstelden om Hendrik Lorentz de gelegenheid te geven zijn Tweede Zuid Nieuw-Guinea Expeditie naar de 'eeuwige sneeuw' op de Wilhelminatop af te maken. Vervolgens werd in november 1909 bij aankomst in Batavia door de militaire overheid geadviseerd als zuidelijke rivier voor de opvaart naar het gebergte niet de door de Britten vooraf gekozen Utakwa te nemen, maar de Mimika met zijn ruime monding. De Mimika zou veel beter bevaarbaar zijn dan de Utakwa. Een fout advies: via de Mimika kon het Carstenszgebergte niet worden bereikt. De reden was duidelijk dat de Nederlanders zelf als eersten de toppen van dit gebergte wilden beklimmen. Er werden al enige voorbereidingen getroffen om vanaf de noordkust van Nieuw-Guinea door te dringen tot de bergen.

## Deelnemers
De expeditieleider was de ornitholoog Walter Goodfellow, de andere veldbiologen waren Wilfred Stalker, Guy Shortridge en Claude Grant. Drie deelnemers hadden ervaring als bergbeklimmer en als expeditielid: kapitein Cecil Rawling in Tibet, Eric Marshall aan de Zuidpool met Ernest Shackleton, en de arts Alexander Wollaston in het Rwenzori-gebergte. De staf werd begeleid door een aantal Nepalese Gurkha's, lastdragers uit Ambon en een escorte van KNIL-militairen onder het bevel van luitenant H.A. Cramer, samen driehonderd man sterk.

## De tocht
De tocht werd een fiasco. Vanaf de zuidelijke Mimikakust ploeterde de expeditie zich in een aanhoudende regen over de verkeerde rivier naar boven. Niet minder dan drie maanden waren nodig om alle voorraden slechts veertig kilometer stroomopwaarts te brengen. Wilfred Stalker verdronk een paar dagen na vertrek, tientallen dragers en militairen verongelukten of stierven door uitputting en ziekten. Er heerste onder andere beriberi, hoewel toen al bekend was dat het eten van ongepelde rijst deze ziekte kon voorkomen. In maart 1910 aangekomen bij de uitlopers van de bergen zag men geen enkele mogelijkheid om verder naar boven te gaan, omdat brede, diepe kloven de voortgang onmogelijk maakten. Bovendien was de expeditie veel te ver westelijk van het gebergte aangekomen om de pieken te kunnen bereiken. Vooral in de periode april tot augustus 1910 werd de expeditie geplaagd door stortregens, ziekten en overstromingen. 
Om de 6 tot 12 weken deed een Nederlands stoomschip vanuit Ambon het basiskamp aan om post en verversingen te brengen en zieken te evacueren. Eind maart 1910 kwamen met zo'n stoomboot, Hendrik Lorentz en Jan Willem van Nouhuys langs, nadat ze waren opgehaald na hun Tweede Zuid Nieuw-Guinea Expeditie. Zij brachten met Wollaston een avond door om ervaringen uit te wisselen. Wollaston noemde dit later ..the pleasantest evening I spent in New Guinea.
In oktober 1910 verliet Goodfellow wegens aanhoudende koorts via deze communicatielijn met Ambon de expeditie en in december 1910 werd Rawling de expeditieleider. Vooral Rawling was woest over het gedrag van de Nederlanders toen hij vernam dat KNIL-militairen wèl de Utakwa waren opgevaren richting het Carstenszgebergte. Hij schreef in juni 1910 over onsportief gedrag en dichtte de mislukkingen van zijn expeditie geheel toe aan dat verkeerde advies in Batavia. Immers, de tocht van de Nederlandse militairen in 1910 bewees onomstotelijk dat de Utakwa bevaarbaar was. Wollaston was overigens in zijn reisverslag opvallend mild over de Nederlandse overheid. Hij reisde tussen eind november en 22 december 1910 met een ander Nederlands stoomschip naar de missie- en bestuurspost Merauke. Hij was erbij toen dit schip een detachement Nederlandse militairen ophaalde na hun militaire exploratie van Nieuw-Guinea over de Utakwa. Hij vierde in Merauke het Sinterklaasfeest met de daar aanwezige Nederlandse bestuursambtenaren en missionarissen. Hij kwam daarna weer terug in het basiskamp. In januari 1911 werd het hogerop gelegen kamp opnieuw bevoorraad en daarna zette een team hun onderzoekingen voort in de uitlopers van het Carstenszgebergte. Ook werd toen voor de tweede maal contact gelegd met de Papoea's die daar woonden. De Engelse expeditie duurde tot 7 april 1911, de dag waarop een Nederlands stoomschip de expeditie uit Nieuw-Guinea evacueerde.

## Wetenschappelijke resultaten
Men had wel verzamelingen kunnen aanleggen: planten, dieren en etnografische objecten. Er werden 2200 balgen verzameld van 235 soorten vogels. Volgens verslagen uit 1911 en 1912 waren er tien nieuwe soorten voor de wetenschap waaronder de mimikahoningeter (Microptilotis mimikae). Maar echt grote ontdekkingen waren er niet bij, de oogst viel tegen. Nieuwe paradijsvogels, waarop men juist had gehoopt, waren niet gevonden. Alle specimens en voorwerpen werden later ondergebracht in Britse musea.

## Pygmeeën
De Britse expeditie blijft memorabel door de ontdekking van een Papoeavolk uit de bergen, waarvan de mannen zo klein waren dat ze al snel pygmeeën werden genoemd: de Tapiro, zoals meereizende kustbewoners in de gelederen van de expeditie hen noemden. De vaststelling dat in het bergland van Nederlands Nieuw-Guinea een 'dwergras' leefde, was niet geheel nieuw. Er was al melding gemaakt van de Pesegem, kleine mensen waarmee de Zuid Nieuw-Guinea expedities van Lorentz al kennis hadden gemaakt. Die ontmoeting is wel beschreven, maar trok internationaal weinig aandacht daar de expeditieverslagen in het Nederlands werden gepubliceerd. De luxueus uitgevoerde en rijk geïllustreerde reisboeken van Wollaston en Rawling echter verschenen in Londen en bereikten een internationaal lezerspubliek. De 'dwergen' uit Nieuw-Guinea werden een sensatie, hun foto's verschenen wereldwijd en antropologen formuleerden nieuwe theorieën.
In de jaren 1930 ging de Nederlandse Mimika-expeditie onder leiding van gouvernementsarts Hendrik Bijlmer wederom naar dit gebied op pad, om nader kennis te maken met de Tapiro die ruim 25 jaar daarvoor door de Britse expeditie waren ontdekt.

## Vervolgexpeditie
Arts en expeditielid Alexander Wollaston had zich geenszins uit het veld laten slaan door de tegenslagen van de expeditie. Het jaar daarop leidde hij zelf een tweede expeditie naar het gebied, die bekend is geworden als de Wollaston-expeditie.